# Yemi Mobolade
Blessing "Yemi" Mobolade (sinh năm 1978 hoặc 1979) là một doanh nhân và chính trị gia người Mỹ gốc Nigeria. Ông là thị trưởng thứ 42 của Colorado Springs, Colorado nhậm chức vào ngày 6 tháng 6 năm 2023.

## Đầu đời và sự nghiệp
Mobolade sinh ra và lớn lên ở Lagos, Nigeria. Cha của Mobolade làm việc trong lĩnh vực tài chính cho ExxonMobil còn mẹ ông là giáo viên trung học. Mobolade có một anh trai và hai em gái. Tháng 8 năm 1996, Mobolade nhập cư tới Hoa Kỳ. Ông tốt nghiệp Đại học Bethel năm 2001. Ông lấy bằng thạc sĩ tại Đại học Indiana Wesleyan về quản trị và lãnh đạo và bằng Thạc sĩ Thần học từ Chủng viện A.W. Tozer tại Đại học Simpson.
Năm 2010, Mobolade định cư tại Colorado Springs. Ông đồng sáng lập hai nhà hàng, thành lập một nhà thờ trong Hội Truyền giáo Phúc âm Liên hiệp, đồng thời là lãnh đạo đoàn mục sư tại Nhà thờ Giáo hội Trưởng lão của Colorado Springs từ năm 2015 đến năm 2017. Mobolade là phó chủ tịch phụ trách kinh doanh của phòng thương mại Colorado Springs từ 2017 đến 2019 và người điều hành phát triển doanh nghiệp nhỏ cho Colorado Springs từ 2019 đến 2022.

## Thị trưởng Colorado Springs
Mobolade thông báo ứng cử thị trưởng Colorado Springs trong cuộc bầu cử năm 2023 với tư cách là chính khách độc lập vào tháng 4 năm 2022. Trong cuộc bầu cử sơ bộ không theo đảng phái, tiến hành vào ngày 4 tháng 4, Mobolade xếp ở vị trí đầu tiên trong 12 ứng cử viên với 29% phiếu bầu, bước vào cuộc bầu cử hai vòng đối đầu Wayne W. Williams thuộc Đảng Cộng hòa, cựu bang vụ khanh nhận được 20%. Mobolade đánh bại Williams trong cuộc bầu cử chung cuộc vào ngày 16 tháng 5, với tỷ lệ 57% so với 43%, ông trở thành thị trưởng người da đen đầu tiên được bầu của Colorado Springs và là thị trưởng đầu tiên được bầu không phải là đảng viên của Đảng Cộng hòa. Ông nhậm chức vào ngày 6 tháng 6.

## Gia đình
Mobolade trở thành công dân Hoa Kỳ vào năm 2017. Ông gặp vợ là Abbey ở Indiana; cả hai có ba người con.